# Kyzyl-Zhar SK
El Kyzyl-Zhar SK (en kazajo: Қызыл-Жар СК Футбол Клубы) es un club de fútbol de Petropávlovsk, Kazajistán que juega en la Super Liga de Kazajistán, la primera categoría de fútbol en el país.

## Historia
Fue fundado en el año 1958 en la ciudad de Petropavl con el nombre Avangard Petropavlovsk, y han tenido varios nombre a lo largo de su historia, los cuales han sido:
- 1958 : Avangard
- 1970 : Metallist
- 1979 : Avangard
- 1990 : Metallist
- 1998 : Esil
- 1999 : Access-Esil
- 2000 : Access-Golden Grain
- 2001 : Esil Bogatyr
- 2009 : Kyzylzhar[3]
- 2013 : Kyzyl-Zhar SK

Durante el periodo soviético, el club consiguió ganar el título de liga en una ocasión en el año 1961, y tras la caída de la Unión Soviética y la independencia de Kazajistán se convirtió en uno de los equipos fundadores de la Super Liga de Kazajistán en el año 1992, en la cual han participado en más de 10 temporadas, a la cual retornaron para la temporada 2018 tras nueve años de ausencia.

## Palmarés
- Liga Soviética de Kazajistán: 1

1961
- Copa Soviética de Kazajistán: 1

1960
- Primera División de Kazajistán: 1

2019

## Participación en competiciones de la UEFA
| Temporada | Torneo                  | Ronda         | Club   | Casa | Visita | Global |
| --------- | ----------------------- | ------------- | ------ | ---- | ------ | ------ |
| 2022-23   | Liga Europa Conferencia | Segunda ronda | Osijek | 1–2  | 2–0    | 3–2    |
| 2022-23   | Liga Europa Conferencia | Tercera ronda | APOEL  | 0–0  | 0–1    | 0–1    |